# Daniella Monet
Daniella Monet, född Daniella Monet Zuvic i West Hills i Kalifornien 1 mars 1989, är en amerikansk skådespelare, sångare, och dansare.
Hon har bland annat gjort rollen som Trina Vega, syster till Tori Vega, i Nickelodeons sitcom Victorious. Under 2011 spelade hon rollen som Tootie i A Fairly Odd Movie: Grow Up, Timmy Turner!, och Bertha i Fred 2: Night of the Living Fred.